# 五竹街道
五竹街道，原为五竹镇，是中华人民共和国陕西省西安市鄠邑区下辖的一个乡镇级行政单位。
2015年，陕西省民政厅批复同意撤销苍游镇，并入五竹镇；将五竹镇三合庄、青联、青中、青西、郭家寨、崔家堡、戚家堡、刘家堡、胡家堡、乔家堡10个村划归甘亭镇。
2018年撤镇设街道。区划代码改为610118003。

## 行政区划
五竹街道下辖以下地区：
周北村、方家寨村、吴家寨村、东五竹村、西五竹村、索家寨村、十六村、新胜庄村、候家庙村、韩东村、韩西村、坡头村、周店村、石佛寺村、丁家庄村、元柳树村、东索村、西索村、北索村、黄家寨村、兴胜滩村、周南村、沣京工业园社区、东牙村、董村、赵东村、赵西村、莫寺坡村、南庆叙村、显落村、文义村、叶口村、振华威村、西牙村、南牙村、李北村、李中村、李南村、槐道村、双永村、许村、陶官寨村和什王村。